# Rosemarie Neie
Rosemarie Neie (* 29. Dezember 1925 in Elberfeld) ist eine deutsche Schriftstellerin.

## Leben
Rosemarie Neie war als Bibliothekarin an der Universitätsbibliothek Wuppertal tätig. Ihr literarisches Werk umfasst vorwiegend Kinderbücher und Gedichte. Die Autorin ist seit 1983 Mitglied der Autorenvereinigung "Die Kogge". Neie lebt heute in Remscheid.

## Werke
- Zwischenreich der Grenzen, Dülmen/Westf. 1965
- Philine und der Backenzahn, Stuttgart 1968
- Wassermänner bringen Glück, Stuttgart 1969 (zusammen mit Edith Witt)
- Viel Gerumpel um Frau Pumpel, Hamburg 1972 (zusammen mit Rolf Rettich)
- Philine und die Flaschenpost, Stuttgart 1972
- Maximilian, Recklinghausen 1974 (zusammen mit Hannelore Korn)
- Augenblicke von Wirklichkeit, St. Michael 1981
- Feste im Blau, Aachen 1990

## Übersetzungen
- Ulf Löfgren: 1, 2, 3, Hamburg 1973
- Alf Prøysen: Frau Pepperpott ganz groß in Fahrt, Berlin 1973 (übersetzt zusammen mit Margarete Petersen-Heilandt)

| Personendaten    | Personendaten             |
| ---------------- | ------------------------- |
| NAME             | Neie, Rosemarie           |
| KURZBESCHREIBUNG | deutsche Schriftstellerin |
| GEBURTSDATUM     | 29. Dezember 1925         |
| GEBURTSORT       | Elberfeld                 |